# Deutsche Turnmeisterschaften 1950
Die Deutschen Turnmeisterschaften 1950 wurden im April 1950 in München-Gladbach ausgetragen. Deutscher Gerätemeister wurde Jakob Kiefer aus Bad Kreuznach. Die nationale Presse bezeichnete die gezeigten Leistungen als „olympiareif“. Im September 1950 wurden außerdem im württembergischen Tübingen die Meisterschaften im Deutschen Zwölfkampf ausgetragen, die Adalbert Dickhut (Dortmund) vor Erich Wied (Stuttgart) für sich entscheiden konnte. Im Neunkampf der Frauen gewann dort Irma Walther-Dumbsky (Nürnberg).

## Medaillengewinner
| Disziplin     | Gold                                                         | Silber                      | Bronze                 |
| ------------- | ------------------------------------------------------------ | --------------------------- | ---------------------- |
| Mehrkampf     | Jakob Kiefer (Bad Kreuznach)                                 | Adalbert Dickhut (Dortmund) | Erich Wied (Stuttgart) |
| Barren        | Jakob Kiefer (Bad Kreuznach)                                 |                             |                        |
| Pauschenpferd | Jakob Kiefer (Bad Kreuznach)                                 |                             |                        |
| Ringe         | Jakob Kiefer (Bad Kreuznach)                                 |                             |                        |
| Sprung        | Jakob Kiefer (Bad Kreuznach)                                 |                             |                        |
| Boden         | Adalbert Dickhut (Dortmund)                                  |                             |                        |
| Reck          | Adalbert Dickhut (Dortmund) und Jakob Kiefer (Bad Kreuznach) |                             |                        |